# (72654) 2001 FD46
(72654) 2001 FD46 – planetoida z pasa głównego asteroid okrążająca Słońce w ciągu 4,33 lat w średniej odległości 2,66 j.a. Odkryta 18 marca 2001 roku.